# Kukły (Ukraina)
Kukły (ukr. Кукли) – wieś na Ukrainie, w obwodzie wołyńskim, w rejonie kamieńskim, nad Okonką. W 2024 roku liczyła 772 mieszkańców.
Pierwsza wzmianka o miejscowości pochodzi z 1577 roku. W pobliżu miejscowości znajduje się mogiła żołnierzy II Brygady Legionów poległych 22 października 1915 r. Instytut Pamięci Narodowej od 2020 r. wnioskuje do strony ukraińskiej o zezwolenie na przeprowadzenie prac poszukiwawczych miejsca pochówku Polaków.
Do 2020 w rejonie maniewickim.